# Milejów (gmina)
Pour les articles homonymes, voir Milejów.
Ne doit pas être confondu avec Milejewo (gmina).
Milejów est une gmina rurale (gmina wiejska) de la powiat de Łęczna, dans la Voïvodie de Lublin, dans l'est de la Pologne.
Son siège administratif (chef-lieu) est le village de Milejów-Osada, qui se situe environ 10 kilomètres (km) au sud de Łęczna (siège du powiat) et 26 kilomètres à l'est de la capitale régionale Lublin (capitale de la voïvodie).
La gmina couvre une superficie de 115,66 km2 pour une population de 9 256 habitants en 2006.

## Histoire
De 1975 à 1998, la gmina est attachée administrativement à l'ancienne Voïvodie de Lublin.

Depuis 1999, elle fait partie de la nouvelle voïvodie de Lublin.

## Géographie

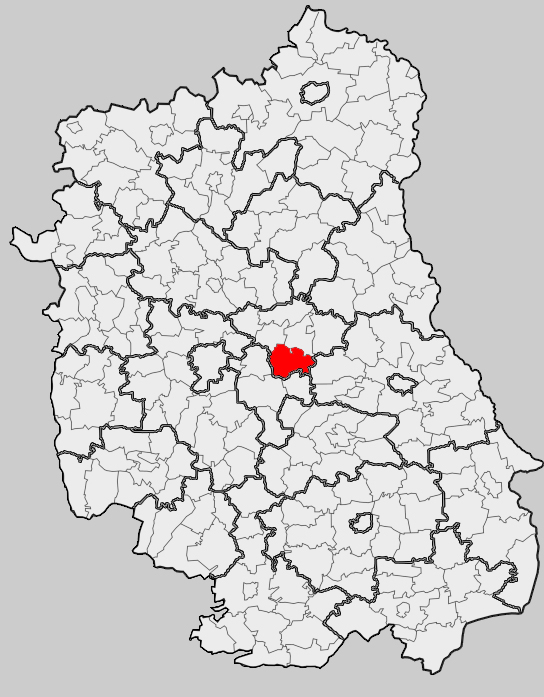
Position de la gmina dans la voïvodie

La gmina inclut les villages de:
- Antoniów
- Antoniów-Kolonia
- Białka
- Białka-Kolonia
- Cyganka
- Dąbrowa
- Górne
- Jaszczów
- Jaszczów-Kolonia
- Kajetanówka
- Klarów
- Łańcuchów
- Łysołaje
- Łysołaje-Kolonia
- Maryniów
- Milejów
- Milejów-Osada
- Ostrówek-Kolonia
- Popławy
- Starościce
- Wólka Bielecka
- Wólka Łańcuchowska
- Zalesie
- Zgniła Struga

### Gminy voisines
La gmina de Milejów est voisine des gminy de:
- Łęczna
- Mełgiew
- Piaski
- Puchaczów
- Siedliszcze
- Trawniki

## Structure du terrain
D'après les données de 2002, la superficie de la commune de Milejów est de 115,66 kilomètres carrés, répartis comme telle :
- terres agricoles : 77%
- forêts : 14%

La commune représente 18,25% de la superficie du powiat.

## Démographie
Données duu 30 juin 2004:
| Description        | Total  | Total | Femmes | Femmes | Hommes | Hommes |
| ------------------ | ------ | ----- | ------ | ------ | ------ | ------ |
| Unité              | Nombre | %     | Nombre | %      | Nombre | %      |
| Population         | 9 286  | 100   | 4 718  | 50,8   | 4 568  | 49,2   |
| Densité (hab./km²) | 80,3   | 80,3  | 40,8   | 40,8   | 39,5   | 39,5   |